# 柚木理沙
柚木理沙（日语： Yuzuki Risa，2月16日—）是一名日本女性作词家与歌手。受音乐游戏，动漫与Niconico的影响，柚木理沙决定搬到东京以追求她的音乐事业。自2019年冬季以来，她会定期在自己的厂牌Luminaria上发布专辑。